# Esperanza Elipe
Esperanza Morales Elipe (Membrilla, Ciudad Real, 11 de julio de 1961) es una actriz española.

## Biografía
Se inició en teatro en Santa Cruz de Tenerife, en los años 80
Es licenciada por la Real Escuela Superior de Arte Dramático de Madrid (RESAD) en 1992; desde entonces ha alternado trabajos de teatro con televisión y cine.
Entre 2005 y 2009 se hizo popular por interpretar a Marimar en la serie Camera Café, dirigida por Luis Guridi. Desde 2013 y hasta 2014 interpretó a Asun en Vive cantando

## Premios
- Premio María Guerrero 2007 (Premios de la Villa de Madrid). Ayuntamiento de Madrid por Café.[1]
- 2.º Premio del Certamen Nacional de Monólogos en Tomelloso, 1995.[cita requerida]

## Teatro
- "Hombres que escriben en habitaciones pequeñas" de Antonio Rojano, Dir. Victor Conde. Para CDN
- "Se Vende" (2018)de Julio Salvatierra
- El florido Pensil (2017)
- Las bicicletas son para el verano, de Fernando Fernán Gómez; dir. César Oliva (2017).
- El clan de las divorciadas, de Alil Vardar; dir. Cynthia Miranda (2015-2016)
- Locos por el Te. Dir. Quino Falero
- Mujeres de par en par. Dir. Darío Facal
- El jardín de las delicias, de Fernando Arrabal; dir. Rosario Ruiz Rodgers (2011-2012)
- Algo más inesperado que la muerte, de Elvira Lindo; dir. Josep Mª Mestres (2009)
- La Paz Universal o El Lirio y la Azucena, de Calderón de la Barca; dir. Juan Sanz (2008)
- Café, dir. Javier Yagüe (2004)
- Reyna muy Noble, dir. Guillermo Heras (2004)
- 24/7 (Trilogía de la Juventud III), dir. Javier Yagüe (2003)
- Trampa para un hombre solo, de Robert Thomas; dir. Ángel Fernández Montesinos (2001)
- Las Manos (Trilogía de la Juventud I) dir. Javier Yagüe (1999)
- La heredera (1997), dir. Gerardo Malla (1997)
- Mariana, de José Ramón Fernández Dir. Pablo Calvo
- Las troyanas, de Eurípides; dir. Eusebio Lázaro (1994)
- Más ceniza, de Juan Mayorga; dir. Adolfo Simón (1994)
- También ha participado en lecturas dramátizadas como El deseo atrapado por la cola, de Pablo Picasso, La lengua en pedazos, Job y el jardín quemado, ambas de Juan Mayorga y todas dirigidas por Guillermo Heras.

## Televisión
- Machos alfa (2022)
- Justo antes de Cristo (2020)
- La que se avecina (2017; 2019)
- Anclados (2015)
- Vive cantando (2013-2014)
- La isla de los nominados (2010)
- Acusados (2009-2010)
- ¡Fibrilando! (2009)
- Camera Café (2005-2009)
- Flores muertas (2004)
- Javier ya no vive solo (2003)
- Hospital Central (2002)
- El comisario (2002)
- Cuéntame cómo pasó (2001-2015)
- Calle nueva (1997)
- Tío Willy (1999)

## Filmografía
| Año  | Película                                        | Personaje          | Director         |
| ---- | ----------------------------------------------- | ------------------ | ---------------- |
| 2022 | Camera Café: la película                        | Marimar Montes     | Ernesto Sevilla  |
| 2019 | Lo Nunca Visto                                  | Pilar              | Marina Serezeski |
| 2017 | Abracadabra                                     | Pruden             | Pablo Berger     |
| 2012 | La boda                                         | Empleada tienda    | Marina Serezeski |
| 2010 | Vicenta (Cortometraje)                          | Vicenta (voz)      | Sam Orti         |
| 2008 | L'ultima oportunitá                             |                    | Marina Serezeski |
| 2006 | ¡Energy! No he conocido el éxito (Cortometraje) |                    | Tina Olivares    |
| 2006 | Teatreros                                       |                    | Eduardo Cardoso  |
| 2004 | Pacto de brujas                                 | Neus               | Javier Elorrieta |
| 2004 | Flores muertas                                  | Subdirectora banco | Joaquín Llamas   |
| 1999 | Mano de Santo                                   |                    | Ricardo Aristeo  |